# Alberto Servidio
Alberto Servidio (San Martino Valle Caudina, 26 marzo 1930 – Roma, 31 agosto 2017) è stato un politico italiano.
Esponente della Democrazia Cristiana, fu presidente della Campania da maggio 1972 a luglio 1973, terzo presidente nella storia dell'ente regionale.